# Homalogryllus depressus
Homalogryllus depressus är en insektsart som beskrevs av Lucien Chopard 1925. Homalogryllus depressus ingår i släktet Homalogryllus och familjen syrsor. Inga underarter finns listade i Catalogue of Life.